# Gil Vicente
Gil Vicente (Lisbona, 1465 – 1536) è stato un drammaturgo e poeta portoghese, attivo alla corte di Lisbona nella prima metà del XVI secolo.

## Biografia

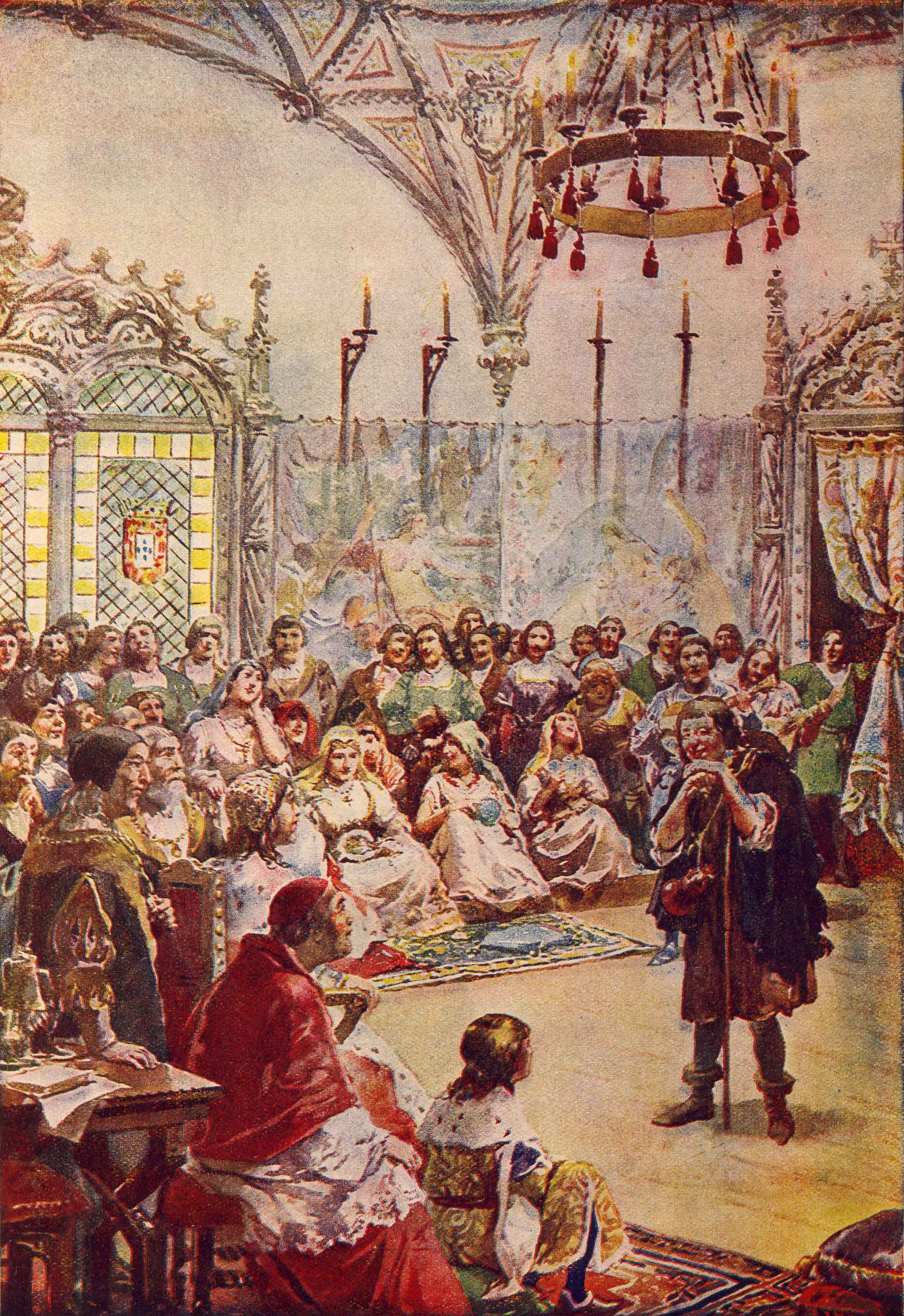
O Monólogo do vaqueiro, rappresentato da Vicente stesso in occasione della nascita dell'erede al trono portoghese

È considerato nel suo Paese il primo vero creatore di un teatro nazionale. Non abbiamo molte notizie riguardo alla sua biografia, in ogni caso si presume che possa essere nato a Lisbona o a Guimarães; non conosciamo con esattezza neanche la data di morte, ma poiché il suo ultimo lavoro teatrale fu rappresentato a Évora nel 1536, è probabile che sia morto nei pressi di quella città. Vicente cominciò la sua proficua attività di drammaturgo presso la corte portoghese nella notte fra il 7 e l'8 giugno 1502, per celebrare la nascita del primogenito dei reali (il futuro Giovanni III), recitando il Monologo do vaqueiro.
Avendo riscosso molto successo, riuscì a mettersi sotto la protezione della regina madre Eleonora e nei 30 anni che seguirono produsse composizioni religiose, drammaturghe, spettacoli di corte, componimenti legati alla vita di corte (festività religiose, incoronazioni, matrimoni, ecc.) e molto altro.
Conosciamo la quasi totalità delle sue opere grazie al figlio Luis, che dopo un paziente lavoro di catalogazione e ricerca le pubblicò nel Copilaçam de todas las obras de Gil Vicente (Lisbona 1562). Di queste opere, circa la metà sono scritte in portoghese mentre le altre sono composte in castigliano oppure in un plurilinguismo che accoglie anche il latino, il piccardo, il francese, l'italiano e il giudeo-portoghese.
Possiamo suddividere le sue opere in tre categorie principali: le opere "di devozione", le commedie e le farse. Non bisogna trascurare neanche la carriera di poeta di Vicente, che lo portò a scrivere poesie e liriche che poi calò all'interno delle sue produzioni teatrali. Alla sua scuola appartenne anche Simão Machado. Una squadra spesso nella massima serie di calcio portoghese, di Barcelos, nel nord del Paese, prende il nome dal teatro locale, denominato appunto Gil Vicente.

## Opere "di devozione"
Appartengono a questa categoria una serie di composizioni drammatiche a carattere sacro, scritte con lo scopo di essere rappresentate nella cappella del palazzo reale. Le prime, composte nel primo decennio del XV secolo, non sono indicative della capacità e della genialità di Vicente e sono dei monologhi oppure dei dialoghi pastorali. Tra esse ricordiamo il Monologo do vaqueiro o Auto da Visitação (Monologo del bovaro o Atto della Visitazione), l'Auto pastoril castelhano, l'Auto de San Martino, l'Auto dos Reis Magos e l'Auto da Fe. Le opere composte successivamente, invece, sono molto più brillanti e originali e dimostrano come Vicente tentò di ammodernare e rinnovare i rigidi schemi del teatro sacro medievale, dando maggiore estensione al testo e maggiore risalto all'azione drammatica con l'introduzione di rudimentali macchine sceniche e altri elementi abbastanza innovativi per l'epoca, tenendo conto del fatto che la Chiesa non vedeva con favore il progresso in generale.
Tra le opere più conosciute di questa seconda fase del teatro di devozione del drammaturgo, ricordiamo l'Auto da Sibila Cassandra, l'Auto dos Quatros Tempos, L'Auto da Mofina Mendes o dos Misterios da Virgem, l'Auto da Alma  e soprattutto la Trilogía das Barcas, composta da Barcas do Inferno, Barca do Purgatorio e Barca de la Gloria. Quest'ultima Trilogía das Barcas è un'opera chiaramente allegorica, con un'ottima messa in scena (secondo le cronache dell'epoca) e una buona costruzione teatrale. Nonostante sia principalmente un lavoro a scopo moralizzatore, in esso affiora chiaramente l'influenza che ebbe su Vicente il pensiero di Erasmo da Rotterdam. La rielaborazione di temi come la barca di Caronte citata nella Divina Commedia di Dante Alighieri e altri elementi dell'immaginario collettivo medievale, inseriti in un contesto sicuramente più moderno e satirico, sommata a una quasi impercettibile vena critica nei confronti della monarchia portoghese, fanno della Trilogia uno dei più azzeccati componimenti del drammaturgo. Inoltre, l'opera ci fornisce un ottimo spaccato della società cinquecentesca portoghese e di come era la vita presso le maggiori corti europee dell'epoca.

## Commedie
Tra le commedie, troviamo le opere principali che Vicente scrisse in Castigliano, come Amadìs de Gaula e Don Duardos. La prima, tratta dall'omonimo romanzo cavalleresco, è elegante e in essa affiora la capacità letteraria dell'autore. Si alternano le tematiche dell'amore, della gelosia e del pentimento, sviluppate attorno ai personaggi principali, Oriana e Amadigi.
Il secondo invece è un componimento poetico e teatrale di rara bellezza, una delle massime espressioni del teatro Vicentino ed è tratto da un libro intitolato Libro segundo de Palmerìn o Primaleòn il tema dell'amore e della fatica che si fa per raggiungerlo sono toccate da un punto di vista completamente originale e innovativo per il teatro del '500.
Altre commedie che riscossero un notevole successo presso la corte del Re di Portogallo furono Comédia sobre a divisa de cidade de Coimbra, Exortação da guerra, Fràgoa de amor (commedie allegoriche riferite ad avvenimenti contemporanei), Comedia del viudo e Comedia de Rubena (commedie leggere e piacevoli). Si ricordano inoltre Romagem de agravados (1533) e la commedia mitologica Floresta des enganhos, probabilmente l'ultima opera di Vicente.

## Farse
Occupano notevole spazio nella produzione teatrale del drammaturgo portoghese le farse. Esse sono delle produzioni centrate sugli usi e costumi popolari con un intreccio molto semplice, che destano interesse grazie all'ironia e all'intenzione satirica con cui vengono rappresentate. I personaggi principali sono spesso gente comune ma interessante, come poveri cavalieri coraggiosi, nobili decaduti, medici incapaci, ecc.. La farsa più famosa è sicuramente la divertente Farsa de Inês Pereira, giocata sulla contrapposizione tra il carattere artistico e raffinato della protagonista e quello grossolano e maleducato del marito. Sono degne di essere ricordate anche O velho da Orta (1512), giocata sul tema della vecchiaia, Quem tel farelos? e Auto de India.

## Poesia
Sebbene sia noto soprattutto per la sua produzione teatrale, Gil Vicente fu anche uno squisito poeta. Le sue raccolte di poesia ci presentano un quadro completo della società portoghese del '500 e sono giocate per lo più sui temi della natura, dell'amor profano e della fede religiosa. Molte di queste poesie furono intercalate all'interno dei suoi spettacoli teatrali.

## Opere
- Auto do vaqueiro ou Auto da visitação (1502)
- Auto pastoril castelhano (1502)
- Auto dos Reis Magos (1503)
- Auto de São Martinho (1504)
- Quem tem farelos? (1505)
- Auto da Alma (1508)
- Auto da Índia (1509)
- Auto da Fé (1510)
- O velho da horta (1512)
- Exortação da Guerra (1513)
- Comédia do viúvo (1514)
- Auto da Fama (1516)
- Auto da barca do inferno (1517)
- Auto da barca do purgatório(1518)
- Auto da barca da glória (1519)
- Cortes de Júpiter (1521)
- Comédia de Rubena (1521)
- Farsa de Inês Pereira (1523)
- Auto pastoril português (1523)
- Frágua de amor (1524)
- Farsa do juiz da Beira (1525)
- Farsa do templo de Apolo (1526)
- Auto da nau de amores (1527)
- Auto da História de Deus (1527)
- Tragicomédia pastoril da Serra da Estrela (1527)
- Farsa dos almocreves (1527)
- Auto da feira (1528)
- Farsa do clérigo da Beira (1529)
- Auto do triunfo do Inverno (1529)
- Auto da Lusitânia, intercalado com o entremez Todo-o-Mundo e Ninguém (1532)
- Auto de Amadis de Gaula (1533)
- Romagem dos Agravados (1533)
- Auto da Cananea (1534)
- Auto de Mofina Mendes (1534)
- Floresta de Enganos (1536)